# Красная (приток Елани)
Красная — река в России, протекает в Грибановском районе Воронежской области. Левый приток реки Елань.

## География
Река Красная берёт начало у села Листопадовка. Течёт на запад по открытой местности. Устье реки находится у посёлка Новая Жизнь в 87 км по левому берегу реки Елань. Длина реки составляет 23 км.

## Данные водного реестра
По данным государственного водного реестра России относится к Донскому бассейновому округу, водохозяйственный участок реки — Савала, речной подбассейн реки — Хопёр. Речной бассейн реки — Дон (российская часть бассейна).
Код объекта в государственном водном реестре — 05010200312107000007294.